# 幸福主義
幸福主義（こうふくしゅぎ、英: eudaemonism）とは倫理の目的が幸福を得ることにあるとする思想上の立場。
ギリシア哲学の多くにはこの傾向があるが、中でもアリストテレスは『ニコマコス倫理学』で、最高善は「幸福」（エウダイモニア、希: εὐδαιμονία, eudaimonia）であり、良く生き良く行為することが幸福と同じ意味であるとする。近代においても功利主義などはこの立場であるが、そこでは幸福は快楽を意味している（快楽主義）。
カントは義務論の立場から幸福主義と対立する倫理学を展開した。善はそれ自体を目的とするものであって何かの手段として行うものではないという。

## アリストテレスの幸福主義
アリストテレスは、われわれが求める「善きもの」には大別すると三種あるととなえる。
そのひとつが「有用さ」である。すなわち、これは他のものを求める手段として役立つよさである。
それに対し、それ自体が目的となるような「善きもの」としては「快楽」がある。しかし、快楽は、アリストテレスによれば、それ自身としても望ましいが、ときとして他のものの手段となるものである。だから快楽は、生活を幸福にするためのものであっても、もっとも価値が高いものとはいえない。
最後に、もっとも価値の高い善きものとしての「最高善」がある。これこそが「幸福」（エウダイモニア）であり、人間を人間たらしめるもの、至上の価値である。それは、人間にのみそなわった理性の活動の完成によって実現する。アリストテレスは、理性の活動とは、人間としての徳（アレテー）の追求であり、テオリア的態度から生まれてくるものであるとした。